# Station Jaksice
Station Jaksice is een spoorwegstation in de Poolse plaats Jaksice.